# The Promise (Plus One)
The Promise è il primo album in studio del gruppo musicale statunitense Plus One, pubblicato il 23 maggio 2000 dalla Atlantic Records.

## Tracce
1. Written on My Heart – 3:48 (Stephanie Lewis, McKnight, Eric Foster White)
2. God Is in This Place – 3:42 (Phil Sillas, Stephanie Lewis)
3. The Promise – 3:45 (Phil Sillas, Stephanie Lewis)
4. My Life – 3:33 (Louis Brown, Scott Parker)
5. Soul Tattoo – 3:08 (Robert Palmer, Ty Lacy)
6. I Will Rescue You – 3:57 (Savan Kotecha)
7. When Your Spirit Gets Weak – 4:07 (Reed Ventelney, Martin Kember, Amy Powers)
8. Last Flight Out – 3:56 (Alexandra Talomaa)
9. Run to You – 3:20 (Dan Muckala, Jess Cates)
10. Be – 3:52 (Nathan Walters, Gabriel Combs, Nate Cole, Ty Lacey, Bradley Spalter, Michael Norfleet)
11. Here in My Heart – 3:00 (Hollye Leven, Jason Derlatka)
12. My Friend – 4:17 (Phil Sillas, Stephanie Lewis)

## Classifiche
| Classifica (2000) | Posizione massima |
| ----------------- | ----------------- |
| Stati Uniti       | 76                |